# To Be Continued (phim truyền hình)
To Be Continued (tiếng Hàn: 투 비 컨티뉴드; Romaja: Too Bi Keontinyoodeu) là một bộ phim truyền hình Hàn Quốc năm 2015 với diễn viên chính Kim Sae-ron, ASTRO (Eun-woo, Moon-bin, MJ, Rocky, Jinjin, và San-ha) và Yeoreum. Nó được phát sóng trên MBC Every 1 vào thứ năm lúc 19:00 dài 12 tập bắt đầu từ 20 tháng 8 năm 2015.

## Nội dung
Vào ngày họ ra mắt, nhóm nhạc nam Hàn Quốc ASTRO đột nhiên trở về quá khứ. Với sự giúp đỡ của cô gái tên Jung Ah-rin, họ cố gắng quay trở lại hiện tại.

## Diễn viên

### Chính
- Kim Sae-ron vai Jung Ah-rin[2]
- Cha Eun Woo vai chính anh[2]
- Moon-bin vai chính anh[2]
- MJ vai chính anh[2]
- Rocky vai chính anh[2]
- Jinjin vai chính anh[2]
- Yoon San-ha vai chính anh[2]
- Yeoreum vai chính mình[2]

### Diễn viên khác
- Seo Kang-joon vai anh trai của Ah-rin[2]
- Chu Ye-jin vai Yejin
- Choi Yoo-jung vai Yoojung
- Kim Do-yeon vai Doyeon (khách mời)
- Kang Han-na vai cô giáo[2]
- Kang Tae-oh vai người trong băng đảng#1
- Yoo Il vai người trong băng đảng#2
- Lim hyun-sung
- Lee So-yeon[2]
- Jung Gyu-woon vai tài xế taxi[2]
- Hello Venus[2]